# Arue
Arue é uma comuna francesa na região administrativa da Nova Aquitânia, no departamento Landes. Estende-se por uma área de 48,33 km². Em 2010 a comuna tinha 357 habitantes (densidade: 7,4 hab./km²).